# بيئة حضرية

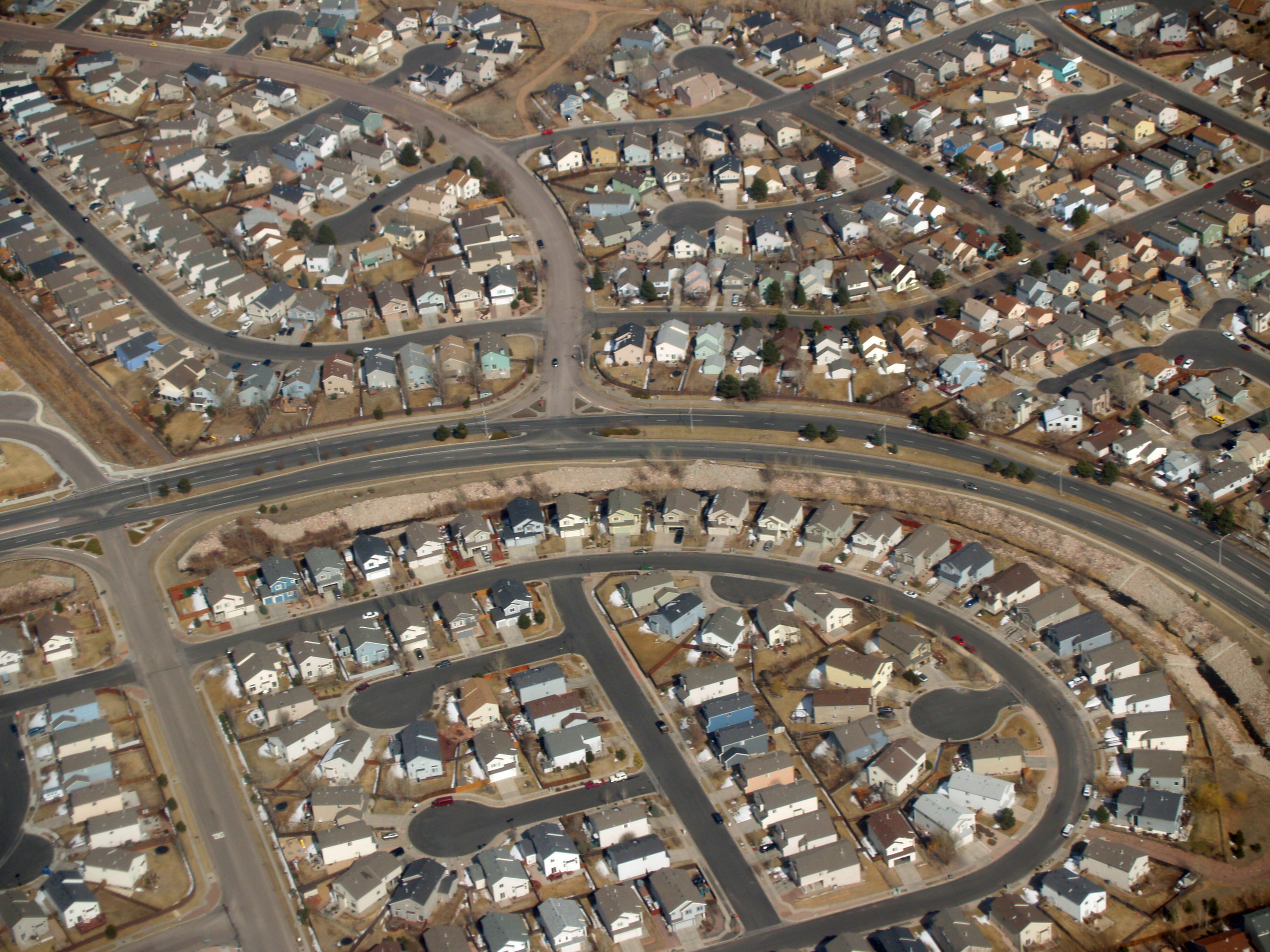
جزء من بيئة حضرية في كولورادو.

يشير مصطلح البيئة الحضرية، أو البيئة المبنية، أو العالم المبني، في العلوم الهندسية والاجتماعية، إلى البيئة التي من صنع الإنسان حيث توفر البيئة المناسبة للنشاط البشري، والتي تتراوح من المباني إلى المدن وما وراءها. عُرّفَ بأنه «الحيز الذي يصنعه الإنسان، حيث يكون قادرًا على العيش فيه والعمل والقيام بنشاطاته بشكل يومي».
تشمل البيئة الحضرية الأماكن والمساحات التي أنشأها أو عدلها الناس لتلبية احتياجاتهم من السكن والتنظيم.
تشمل علوم البيئة الحضرية الهندسة المعمارية، والعمران، وتكنولوجيا البناء، والهندسة المدنية، وهندسة المناظر الطبيعية، وإدارة عمليات وطفرات البناء.
في السنوات الأخيرة، وسعت أبحاث الصحة العامة تعريف «البيئة الحضرية» فشمل الحصول على الغذاء الصحي، وحدائق المجتمع، والصحة النفسية، والصحة البدنية، و«إمكانية السير» أو الامشائية، و«إمكانية قيادة الدراجات».

## نبذة تاريخية

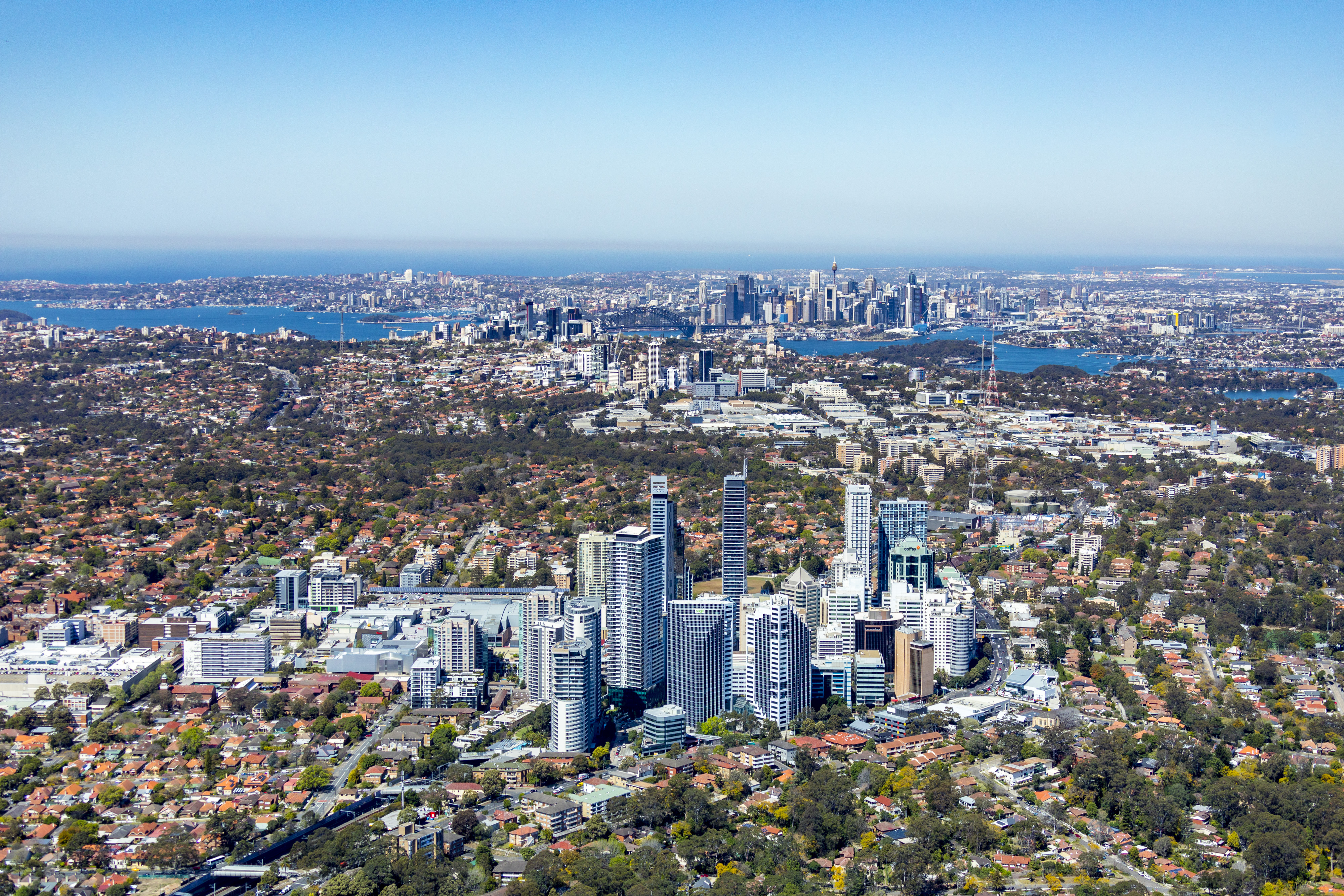
منظر جوي لمدينة تشاتسوود في أستراليا باتجاه سيدني تظهر الحدود بين المناطق السكنية والتجارية والصناعية منخفضة الكثافة بوضوح.

تعود المفاهيم السابقة للبيئة الحضرية إلى العصور الكلاسيكية القديمة: طوّر هيبوداموس (مهندس إغريقي) من ميليتوس -المعروف باسم «أصل التصميم الحضري»- المدن اليونانية من 498 قبل الميلاد إلى 408 قبل الميلاد، فأنشأ النظام باستخدام تصميم الشبكة التي خططت المدينة. هذه الخطط المبكرة للمدينة -التي أفسحت المجال لحركة المدينة الجميلة في أواخر القرن التاسع عشر وأوائل القرن العشرين- مستوحاة من دانيال هدسون بورنهام، أحد الإصلاحيين في الحركة التقدمية التي عملت بنشاط «لإصلاح المشهد بالتوازي مع التغيير السياسي».
كانت هذه الجهود في شراكة مع آخرين كانوا يعتقدون أن تجميل المدن الأميركية من شأنه تحسين البوصلة الأخلاقية للمدن، وتشجيع الطبقة العليا لإنفاق أموالها على المدن. بحلول منتصف القرن، أثر التصميم الحديث على طابع العمل والمساحات العامة، ثم أعقب ذلك ما وصفه ألكسندر بأنه «إحياء الاهتمام المتعلق بمفهوم المكان (بما في ذلك البيئة المبنية)، وأهميته بالصحة النفسية ومجالات الدراسة الأخرى».

## البيئة المبنية الحديثة
حاليًا، تُستخدم البيئات المبنية لوصف مجال التخصصات المتداخلة، الذي يعالج تصميم هذه البيئة التي من صنع الإنسان وبناءها وإدارتها واستخدامها بشكل مترابط، وكذلك علاقتها بالأنشطة البشرية مع مرور الوقت. لا يُعتبر هذا المجال عمومًا مهنة تقليدية أو تخصصًا أكاديميًا بحد ذاته، بدلاً من الاعتماد على مجالات مثل الاقتصاد والقانون والسياسة العامة والصحة العامة والإدارة والجغرافيا والتصميم والهندسة والتكنولوجيا والاستدامة البيئية.
في مجال الصحة العامة، يُشار إلى البيئات الحضرية بأنها مناطق بناء أو ترميم في محاولة لتحسين رفاهية المجتمع عبر بناء «مناظر طبيعية جمالية وهياكل صحية محسنة بيئياً». على سبيل المثال: مجموعة مستخدمي الغابات العامة في نيبال هي مؤسسة متعددة الأبعاد، تقدم السلع والخدمات للمجتمعات عبر إدارة الموارد الطبيعية.
تلعب التكنولوجيا دورًا محوريًا في تشكيل صناعات اليوم عبر زيادة العمليات وتبسيط الأنشطة ودمج الابتكارات لدفع عمل الشركات والمؤسسات عبر العديد من الصناعات ومساعدتها على تحقيق آفاق جديدة. نمذجة معلومات المباني (بي آي إم) هي تطبيق بارز. تتضمن النمذجة توضيحًا ونظرة عامة قبل التنفيذ على الخصائص المادية والوظيفية للأماكن.
تساعد أدوات (بي آي إم) المصمم في اتخاذ قرار مستنير جاهز في المستقبل بشأن مبنى أو مادة عرض أخرى مبنية. إن الإدارة الذكية للمباني، والمسح بطائرة دون طيار، والطباعة ثلاثية الأبعاد، ونظام النقل الذكي، هي تطبيق حديث للتكنولوجيا في البيئة الحديثة المبنية.

## الصحة العامة
في الصحة العامة، تشير البيئة الحضرية إلى البيئات المادية التي صُممَت لتكون فيها الصحة والرفاهية جزءًا لا يتجزأ من المجتمعات. أوضحت الأبحاث أن الطريقة التي تُنشأ فيها الأحياء يمكن أن تؤثر على كل من النشاط البدني والصحة النفسية لسكان هذه المجتمعات. أظهرت الدراسات ارتباط البيئات الحضرية التي صُمّمَت من أجل تحسين النشاط البدني، بمعدلات أعلى من النشاط البدني، ما يؤثر بدوره تأثيرًا إيجابيًا على الصحة.
كانت معدلات السمنة أقل في المناطق المجاورة التي تتمتع بإمكانية سير (معيار التمشية) أعلى، فضلاً عن زيادة النشاط البدني بين سكانها. كانت معدلات الاكتئاب لديها منخفضة، ورأس المال الاجتماعي أعلى، ومعاقرة الكحول أقل. تتضمن ميزات الإمشائية في هذه المناطق السلامة، وبناء الرصيف، بالإضافة إلى الوجهات التي يمكن السير فيها (رصيف المشاة). بالإضافة إلى ذلك، يرتبط تصور الجوار القابل للسير، الذي يُرى أن لديه أرصفة جيدة وإمكانية اتصال أفضل، بمعدلات أعلى من النشاط البدني.
انتُهِيَ من تقييمات إمكانية السير من خلال استخدام برامج نظم المعلومات الجغرافية، مثل تطبيق «ستريت سمارت ووك سكور». يحدد هذا المثال الخاص بأداة تقييم إمكانية السير (الإمشائية)، المسافات إلى محلات البقالة وغيرها من المرافق، بالإضافة إلى ترددات الاتصال والتقاطع باستخدام عناوين محددة. ويمكن الاستفادة من هذه التقييمات باعتبارها نتيجة لتطبيق ستريت سمارت ووك سكور من قبل إدارات التخطيط في المدينة، لتحسين إمكانية المجتمعات المحلية على السير.
لتنفيذ الأحياء التي يمكن السير فيها، يجب على أفراد المجتمع والقادة المحليين التركيز على تطوير السياسات. ومن بين الأطر الفعالة التي استُخدمَت بوفرة من المجتمعات هي سياسة «الطرق الكاملة» للتخطيط المجتمعي الذي طوَّره التحالف الوطني للطرق الكاملة (إن سي إس سي).
يذكر التحالف (إن سي إس سي) أن السياسات الأنجح هي تلك التي تعكس مدخلات مجموعة واسعة من أصحاب المصلحة، بما في ذلك مخططو النقل ومهندسو النقل، والمسؤولون المنتخبون، ووكالات العبور، وإدارات الصحة العامة، وأعضاء المجتمع المحلي.
وفقاً لتقرير ريجز، لعام 2016، تركز السياسات على الاستثمار في «الشوارع الكاملة»، والذي يتضمن المصابيح الجانبية والاستراحات للحد من مسافات العبور أو عرض الشوارع بالنسبة للمشاة. وينبغي أن تشمل الاستثمارات الأخرى تركيب ممرات متقاطعة، وعلامات طرق، ومقاعد، وملاجئ، ومنشآت فنية على الرصيف. وسوف يكون لكل مجتمع محلي طريقة فريدة لوضع السياسات اعتماداً على ما إذا كان مجتمعاً حضريًا أو ريفياً وكيف ستجمع هذه السياسة بين مختلف طرائق النقل.
يمكن أن تختار المجتمعات التركيز على المشي، ولكنها تحتاج أيضاً إلى التفكير في ركوب الدراجات، وركوب الدراجات الهوائية، والقيادة، وسيارات الطوارئ. يقدم مصنف سياسة (إن سي إس سي) إرشادات وصفية حول كيفية المضي قدماً في تطوير السياسة، سواء كانت مُوجَّهة من قبل المجلس أو معتمدة من المجلس أو وفقًا لتوجيهات وتصويت المواطنين.
ينبغي عند اتخاذ قرار بشأن كيفية تطوير سياسة إمكانية السير على الأقدام، أخذ اعتبارات تتعلق بسياسات النقل الحالية والسابقة، ودعم المجتمع المحلي والحكومة، وكيف نُفّذَت سياسات النقل في الماضي. تتناول الصحة العامة أيضًا مكونات إضافية للبيئات المبنية، بما في ذلك «إمكانية قيادة الدراجات» والوصول للأغذية الصحية مثل القرب من متاجر البقالة وحدائق المجتمع.
تشير إمكانية التنقل إلى الوصول الذي منحته المنطقة لركوب الدراجات الآمن من خلال مسارات متعددة للدراجات وممرات محددة لها. اعتُبر كل من إمكانية السير (الإمشائية) وإمكانية قيادة الدراجات باعتبارها محددات للنشاط البدني.

## وصلات خارجية
- المجلة الدولية للقانون في مجال البيئة International Journal of Law in the Built Environment